# Charles Eliot Norton
Charles Eliot Norton, född 16 november 1827, död 21 oktober 1908 var en ledande amerikansk författare, samhällskritiker och professor i "fine arts". Han var militant idealist, progressiv social förnyare och en liberal aktivist som av många av sina samtida ansågs vara den mest kultiverade personen i USA.

## Charles Eliot Norton-föreläsningar
Charles Eliot Norton-professuren i poesi vid Harvard University instiftades 1925 som en årlig föreläsningsserie i "poesi i dess vidaste betydelse" och uppkallad efter professorn i "fine arts", Charles Eliot Norton. Berömda konstnärer och vetenskapsmän inom måleri, arkitektur och musik ger vanligen sex föreläsningar. Föreläsningarna numreras efter det läsår då de ges, eller efter kalenderåret.
Läsår Föreläsare, föreläsningarnas titel – tryckår
- 1926-1927  Gilbert Murray, The Classical Tradition in Poetry – 1927
- 1927-1928  Eric Maclagen, Italian Sculpture of the Renaissance – 1935
- 1929-1930  H. W. Garrod, Poetry and the Criticism of Life – 1931
- 1930-1931  Arthur M. Hind, Rembrandt – 1932
- 1931-1932  Sigurður Nordal
- 1932-1933  T. S. Eliot, The Use of Poetry and the Use of Criticism: Studies in the Relation of Criticism to Poetry in England – 1933
- 1933-1934  Laurence Binyon, The Spirit of Man in Asian Art – 1935
- 1935-1936  Robert Frost
- 1936-1937  Johnny Roosval, The Poetry of Chiaroscuro
- 1937-1938  Chauncey Brewster Tinker, Painter and Poet: Studies in the Literary Relations of English Painting – 1938
- 1938-1939  Sigfried Giedion, Space, Time and Architecture: The Growth of a New Tradition – 1941
- 1939-1940  Igor Stravinskij, Poetics of Music in the Form of Six Lessons – 1942
- 1940-1941  Pedro Henriquez-Ureña, Literary Currents in Hispanic America – 1945
- 1947-1948  Erwin Panofsky, Early Netherlandish Painting: Its Origins and Character – 1953
- 1948-1949  C. M. Bowra, The Romantic Imagination – 1949
- 1949-1950  Paul Hindemith, A Composer's World: Horizons and Limitations – 1952
- 1950-1951  Thornton Wilder
- 1951-1952  Aaron Copland, Music and Imagination – 1952
- 1952-1953  E.E. Cummings, i: six nonlectures – 1953
- 1953-1954  Herbert Read, Icon and Idea: The Function of Art in the Development of Human Consciousness – 1955
- 1955-1956  Edwin Muir, The Estate of Poetry – 1962
- 1956-1957  Ben Shahn, The Shape of Content – 1957
- 1957-1958  Jorge Guillén, Language and Poetry: Some Poets of Spain – 1961
- 1958-1959  Carlos Chavez, Musical Thought – 1961
- 1960-1961  Eric Bentley
- 1961-1962  Pier Luigi Nervi, Aesthetics and Technology in Building – 1965
- 1962-1963  Leo Schrade, Tragedy in the Art of Music – 1964
- 1964-1965  Cecil Day Lewis, The Lyric Impulse – 1965
- 1966-1967  Meyer Schapiro, Romanesque Architectural Sculpture – 2006
- 1967-1968  Jorge Luis Borges, This Craft of Verse – 2000
- 1968-1969  Roger Sessions, Questions about Music – 1970
- 1969-1970  Lionel Trilling, Sincerity and Authenticity – 1972
- 1970-1971  Charles Eames
- 1971-1972  Octavio Paz, Children of the Mire: Modern Poetry from Romanticism to the Avant-Garde – 1974
- 1973-1974  Leonard Bernstein, The Unanswered Question – 1976
- 1974-1975  Northrop Frye, The Secular Scripture: A Study of the Structure of Romance – 1976
- 1977-1978  Frank Kermode, The Genesis of Secrecy: On the Interpretation of Narrative – 1979
- 1978-1979  James Cahill, The Compelling Image: Nature and Style in Seventeenth-Century Chinese Painting – 1982
- 1979-1980  Helen Gardner, In Defence of the Imagination – 1982
- 1980-1981  Charles Rosen, The Romantic Generation – 1995
- 1981-1982  Czesław Miłosz, The Witness of Poetry – 1983
- 1983-1984  Frank Stella, Working Space – 1986
- 1985-1986  Italo Calvino, Six Memos for the Next Millennium – 1988
- 1987-1988  Harold Bloom, Ruin the Sacred Truths: Poetry and Belief from the Bible to the Present – 1989
- 1988-1989  John Cage, I-VI – 1990
- 1989-1990  John Ashbery, Other Traditions – 2000
- 1992-1993  Umberto Eco, Six Walks in the Fictional Woods – 1994
- 1993-1994  Luciano Berio, Remembering the Future – 2006
- 1994-1995  Nadine Gordimer, Writing and Being – 1995
- 1995-1996  Leo Steinberg, The Mute Image and the Meddling Text ||
- 1997-1998  Joseph Kerman, Concerto Conversations – 1999
- 2001-2002  George Steiner, Lessons of the Masters – 2003
- 2003-2004  Linda Nochlin, Bathers, Bodies, Beauty: The Visceral Eye – 2006
- 2006-2007  Daniel Barenboim, Music Quickens Time – 2008
- 2009-2010  Orhan Pamuk, Naive and the Sentimental Novelist

Då årtal saknas ägde inga föreläsningar rum.